# Chaladschische Sprache
Die chaladschische Sprache, auch als Chaladsch oder Khalaj bezeichnet (pers. زبان خلجی; Eigenbezeichnungen Xələc dili oder Qalayce), ist eine im Iran von etwa 40.000 Menschen gesprochene Turksprache, welche den Arghu-Zweig dieser Sprachfamilie bildet.
Der ehemals vergebene weitere ISO-639-3-Sprachcode (kjf) für ein indoiranisches Khalaj (deutsch „Chaladsch“) wurde 2019 als „retired“ erklärt.

## Einordnung und Verbreitung
Viele der rund 40.000 Sprecher benutzen das Persische als Zweitsprache. Das Chaladschische wird in der arabisch-persischen Schrift geschrieben.
Von den restlichen „gemeintürkischen“ Sprachen weicht das Chaladsch am stärksten ab. Es ist – nach der heute weitgehend akzeptierten Auffassung Gerhard Doerfers – der einzige noch existente Vertreter des Arghu-Zweiges der Turksprachen, der ebenfalls früh isoliert wurde und dann im Laufe des 13. Jahrhunderts in der zentraliranischen Provinz auftritt – umgeben von Sprechern des Persischen. (Es ist also nicht näher mit dem Aserbaidschanischen verwandt, wie es in Ethnologue von 2005 klassifiziert wurde. Heute ist dieser Fehler dort berichtigt.)
Heute wird Chaladsch von etwa 42.000 Menschen in den iranischen Provinzen Ghom und Markazi gesprochen und ist nach linguistischen Gesichtspunkten eine der interessantesten Turksprachen im Iran. Die frühe Isolation von anderen Turksprachen und die starke Beeinflussung durch das Persische haben einerseits archaische Merkmale erhalten (z. B. ein Vokalsystem mit drei Quantitäten kurz-mittellang-lang, nicht vollzogene Verschiebung von /d/ zu /j/ sowie Beibehaltung des anlautenden /h-/ und des altturkischen Dativsuffixes /-ka/: chalad. häv.kä – türk. ev.e – „für das Haus“), andererseits zu verbreiteten Iranismen in Phonologie, Morphologie, Syntax und Lexikon (sogar bei einigen Zahlwörtern) geführt.

## Lautsystem

### Konsonanten
|                       | Labial | Labial | Alveolar | Alveolar | Palatal oder Postalveolar | Palatal oder Postalveolar | Velar | Velar | Uvular | Uvular | Glottal | Glottal |
| --------------------- | ------ | ------ | -------- | -------- | ------------------------- | ------------------------- | ----- | ----- | ------ | ------ | ------- | ------- |
| Plosive und Affrikata | p      | b      | t        | d        | ʧ                         | ʤ                         | k     | ɡ     | q      | ɢ      |         |         |
| Frikative             | f      | v      | s        | z        | ʃ                         | ʒ                         | x     | ɣ     |        |        | h       |         |
| Nasale                | m      | m      | n        | n        |                           |                           | ŋ     | ŋ     |        |        |         |         |
| Flaps/Taps            |        |        | ɾ        | ɾ        |                           |                           |       |       |        |        |         |         |
| Laterale              |        |        | l        | l        |                           |                           |       |       |        |        |         |         |
| Approximanten         |        |        |          |          | j                         | j                         |       |       |        |        |         |         |

### Vokale
Durch seine frühe Isolation (s. o.) hat das Chaladschische den Archaismus der drei Vokalquantitäten bewahren können. Vokale können in langer ((/qaːn/ „Blut“)), halblanger (/baˑʃ/ „Kopf“) und in kurzer (/hat/ „Pferd“) Länge auftreten. Des Weiteren werden einige Vokale als fallende Diphthonge realisiert, wie in /quo̯l/ „Arm, Ärmel“.
|                  | vorne    | vorne      | hinten   | hinten |
| ungerundet       | gerundet | ungerundet | gerundet |        |
| geschlossen      | i        | y          |          | u      |
| fast geschlossen |          |            |          |        |
| halbgeschlossen  |          |            |          | o      |
| mittel           |          |            |          |        |
| halboffen        |          | œ          |          |        |
| fast offen       | æ        |            |          |        |
| offen            | a        |            |          |        |

## Grammatik

### Morphologie

#### Substantive
Das Chaladschische kennt sieben Fälle und, ähnlich anderen Turksprachen, zusätzliche Affixe, die Plural oder Besitz anzeigen.
Um dies zu veranschaulichen, sind im Folgenden die grundlegenden Fallendungen aufgeführt:
| Fall           | Suffix         | Wirkung                       |
| -------------- | -------------- | ----------------------------- |
| Nominativ      | -              | „NOMEN“                       |
| Dativ          | -A, -KA        | „dem NOMEN“                   |
| Akkusativ      | -I, -NI        | „das NOMEN“ (direktes Objekt) |
| Lokativ        | -čA            | „im NOMEN“                    |
| Ablativ        | -dA            | „vom NOMEN“                   |
| Instrumentalis | -lAn, -lA, -nA | „durch das NOMEN“             |
| Äquativ        | -vāra          | „wie das NOMEN“               |

Die unterschiedliche Erscheinung der Suffixe hängt mit der chaladschischen Vokalharmonie und dem vorhergehenden Konsonanten in Zusammenhang.

#### Verben
Chaladschische Verben werden, wie die Substantive, mittels Suffixen flektiert, um Diathese, Negation, Tempus und Aspekt (Linguistik) anzuzeigen, wobei die Morpheme der folgenden Ordnung nachgehen:
Stamm + Diathese + Negation + Tempus/Aspekt + Zustimmung

### Syntax
Die chaladschische Sprache bedient sich der sogenannten Subjekt-Objekt-Verb-Stellung.

## Wortschatz
Das Kernlexikon des Chaladschischen ist turkischer Herkunft, aber aufgrund der Abgeschiedenheit von den anderen Turksprachen und sicher nicht zuletzt auch deswegen, weil viele der Sprecher Persisch als Zweitsprache beherrschen, lassen sich viele persische Lehnwörter in dieser Sprache finden. Ein Beispiel wären die Zahlwörter für 80 und 90, die in turkischstämmiger und als persische Lehnwörter im Wortschatz enthalten sind:
80: /saʲ.san/ (turkisch) vs. /haʃ.taˑd/ (persisch)
90: /toqx.san/ (turkisch) vs. /na.vad/ (persisch)
Auch das Aserbaidschanische hat seine Spuren im Wortschatz hinterlassen.